# Geszt
Geszt je vas na Madžarskem, ki upravno spada pod podregijo Sarkadi Županije Békés.